# هوركايو دي سانتاياغو
بلدية هوركايو دي سانتاياغو (بالإسبانية: Horcajo de Santiago)‏، هي إحدى بلديات مقاطعة قونكة إحدى مقاطعات إسبانيا، و التي تقع في منطقة قشتالة لا منتشا وسط البلاد, و المائلة لجهة الشرق من إسبانيا.
يبلغ عدد سكانها 4.025 نسمة وفقاً لإحصائية سنة (2007).

## أعلام
- أنخل بالنثيا